# 100 Greatest Britons

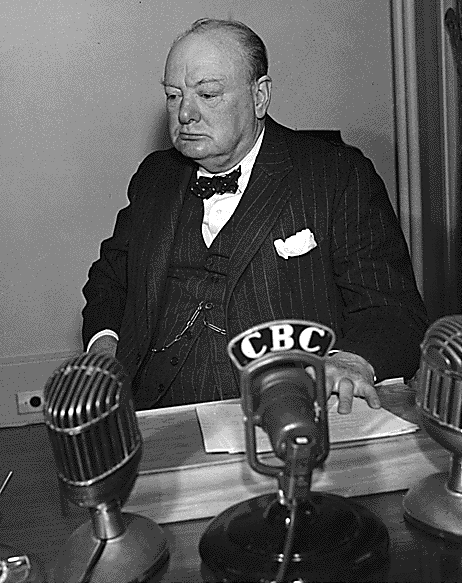
Winston Churchill, der die Abstimmung zum Greatest Briton gewann.

100 Greatest Britons war eine britische Fernsehsendung, die der Sender BBC im Jahre 2002 ausstrahlte. Hierbei sollten die Zuschauer aus Großbritannien und Nordirland ihre 100 bedeutendsten Landsleute auswählen.
Ein ähnliches Konzept verfolgte später die deutsche Sendung Unsere Besten. In Kanada lief die Sendung The Greatest Canadian, in den Niederlanden De Grootste Nederlander, in Südafrika Great South Africans und in Finnland Suuret Suomalaiset. In den USA lief das Format 2005 unter dem Titel The Greatest American.

## Ergebnis
Die Liste der nationalen Wahl 100 Greatest Britons:
1. Sir Winston Churchill
2. Isambard Kingdom Brunel
3. Diana, Princess of Wales
4. Charles Darwin
5. William Shakespeare
6. Sir Isaac Newton
7. Königin Elisabeth I.
8. John Lennon
9. Horatio Nelson, 1. Viscount Nelson
10. Oliver Cromwell
11. Sir Ernest Shackleton
12. Captain James Cook
13. Robert Baden-Powell, 1. Baron Baden-Powell
14. Alfred der Große
15. Arthur Wellesley, 1. Duke of Wellington
16. Margaret Thatcher
17. Michael Crawford
18. Königin Victoria
19. Sir Paul McCartney
20. Sir Alexander Fleming
21. Alan Turing
22. Michael Faraday
23. Owain Glyndŵr
24. Königin Elisabeth II.
25. Stephen Hawking
26. William Tyndale
27. Emmeline Pankhurst
28. William Wilberforce
29. David Bowie
30. Guy Fawkes
31. Leonard Cheshire, Baron Cheshire of Woodall
32. Eric Morecambe
33. David Beckham
34. Thomas Paine
35. Boudicca
36. Sir Steve Redgrave
37. Sir Thomas More
38. William Blake
39. John Harrison
40. König Heinrich VIII.
41. Charles Dickens
42. Sir Frank Whittle
43. John Peel
44. John Logie Baird
45. Aneurin Bevan
46. Boy George
47. Sir Douglas Bader
48. Sir William Wallace
49. Sir Francis Drake
50. John Wesley
51. König Artus
52. Florence Nightingale
53. T. E. Lawrence
54. Robert Falcon Scott
55. Enoch Powell
56. Sir Cliff Richard
57. Sir Alexander Graham Bell
58. Freddie Mercury
59. Dame Julie Andrews
60. Sir Edward Elgar
61. Elizabeth Bowes-Lyon
62. George Harrison
63. Sir David Attenborough
64. James Connolly
65. George Stephenson
66. Sir Charlie Chaplin
67. Tony Blair
68. William Caxton
69. Bobby Moore
70. Jane Austen
71. William Booth
72. König Heinrich V.
73. Aleister Crowley
74. Robert the Bruce
75. Bob Geldof
76. The Unknown Warrior
77. Robbie Williams
78. Edward Jenner
79. David Lloyd George, 1. Earl Lloyd George of Dwyfor
80. Charles Babbage
81. Geoffrey Chaucer
82. König Richard III.
83. Joanne K. Rowling
84. James Watt
85. Sir Richard Branson
86. Bono
87. John Lydon (Johnny Rotten)
88. Bernard Law Montgomery, 1. Viscount Montgomery of Alamein
89. Donald Campbell
90. König Heinrich II.
91. James Clerk Maxwell
92. J. R. R. Tolkien
93. Sir Walter Raleigh
94. König Eduard I.
95. Sir Barnes Wallis
96. Richard Burton
97. Tony Benn
98. David Livingstone
99. Sir Tim Berners-Lee
100. Marie Stopes

Es gab später auch noch eine internationale Wahl des Greatest Briton, die Sir Isaac Newton gewann.